# جردن پروییت
جردن پروییت (انگلیسی: Jordan Pruitt؛ زادهٔ ۱۹ مهٔ ۱۹۹۱) موسیقی‌دان اهل ایالات متحده آمریکا است. او از سال ۲۰۰۶ میلادی تاکنون مشغول فعالیت بوده‌است.